# 1985 RJ4
1985 RJ4 är en asteroid i huvudbältet som upptäcktes den 11 september 1985 av den belgiske astronomen Henri Debehogne vid La Silla-observatoriet.
Asteroiden har en diameter på ungefär 10 kilometer.